# Луций Постумий Албин (консул 154 пр.н.е.)
Вижте пояснителната страница за други личности с името Луций Постумий Албин.
Луций Постумий Албин (на латински: Lucius Postumius Albinus) e политик на Римската република през 2 век пр.н.е.
Произлиза от клон Албин на фамилията Постумии. Син е на Спурий Постумий Албин (консул 186 пр.н.е.) и внук на Луций Постумий.
През 151 пр.н.е. той става едил. През 154 пр.н.е. е избран за консул заедно с Квинт Опимий. След смъртта му негов заместник става Маний Ацилий Глабрион.